# Tim Crews
Pour les articles homonymes, voir Crews.
Stanley Timothy Crews, dit Tim Crews, né le 3 avril 1961 à Tampa en Floride et décédé le 23 mars 1993, est un joueur de baseball qui évolue avec les Dodgers de Los Angeles en Ligue majeure de baseball de 1987 à 1992. Il trouve la mort dans un accident de bateau lors de la préparation de la saison 1993 des Indians de Cleveland en Floride.

## Carrière
Tim Crews refuse la draft de 1980 (Royals de Kansas City) puis accepte l'année suivante de signer dans l'organisation des Brewers de Milwaukee. Il passe six ans  en ligues mineures au sein des clubs écoles des Brewers puis est échangé aux Dodgers de Los Angeles le 10 décembre 1986. Il débute en Ligue majeure sous l'uniforme des Dodgers la saison suivante, le 27 juillet 1987. Devenu un solide lanceur de relève, il signe comme agent libre chez les Indians de Cleveland le 22 janvier 1993.
Le 22 mars 1993, jour de repos du stage de préparation de la saison 1993, trois lanceurs, Tim Crews, Steve Olin et Bob Ojeda passent la journée en famille en piqueniquant aux abords du lac Little Lake Nellie à Clermont en Floride. A la nuit tombée, les trois lanceurs décident d'aller faire du bateau sur le lac. Le bateau entre en collision à grande vitesse avec un ponton. Olin décède sur le coup. Crews meurt des suites de l'accident, le jour suivant, tandis qu'Ojeda, gravement blessé, est absent du jeu pendant quatre ans. 
Pour honorer les deux disparus, les Indians arborent lors de la saison 1993 le numéro 31 d'Olin sur la manche gauche et le numéro 52 de Crews sur la manche droite de leur maillot.